# Reticutriton
Reticutriton là một chi ốc biển săn mồi, là động vật thân mềm chân bụng sống ở biển trong họ Ranellidae,, họ ốc tù và.

## Các loài
Các loài thuộc chi Reticutriton bao gồm:
- Reticutriton lineatus (Broderip, 1833)[2]
- Reticutriton pfeifferianus (Reeve, 1844)[3]